# Вишенка (Литинский район)
Вишенка (укр. Вишенька) — село на Украине, находится в Литинском районе Винницкой области.
Код КОАТУУ — 0522484603. Население по переписи 2001 года составляет 174 человека. Почтовый индекс — 22361. Телефонный код — 4347.
Занимает площадь 0,099 км².

## Адрес местного совета
22360, Винницкая область, Литинский р-н, с. Малиновка, ул. Зализнякова